# 데스 큐어
《데스 큐어》(The Death Cure)은 제임스 대시너의 소설로, 메이즈 러너 시리즈 삼부작의 마지막 작품이다. 원서는 2011년 10월에, 한국어판은 2014년 8월에 문학수첩에서 공보경의 번역으로 출간되었다.